# Крері (гори)
Го́ри Кре́рі (англ. Crary Mountains) — гори вулканічного походження в Антарктиді, в її  західній частині (76°48′ пд. ш. 117°40′ зх. д. / 76.800° пд. ш. 117.667° зх. д.), на території Землі Мері Берд.

## Географія
Гори являють собою групу покритих льодом антарктичних гір, які простягнулися на 56 км (35 миль) із південного сходу на північний захід. Найвища вершина — вулкан Фрейкс (3675 м). Окремо виділяється хребет Бойд (2 375 м), який відокремлений від основних вершин долиною Кемпбелл. Гори розташовані за 95 км (60 миль) на південний захід від гори Тоней і за 780 км на захід — північний захід від Масиву Вінсон.

## Відкриття і дослідження
Гори, ймовірно, були серед тих, які вперше побачив адмірал Берд та інші члени експедиції «USAS», на кораблі «Ведмідь» 24—25 лютого 1940 року. Вони були вперше досліджені і нанесені на карту протягом 1957–1958 років під час наземної експедиції C.R. Bentley на шляху із антарктичної станції Берд до гір Сентінел (Елсворт) і названі на честь Альберта Крері, визначного дослідника Антарктики, керівника сьомої наземної експедиції на Південний полюс.

## Вершини гір Крері
| Назва       | Назва англійською | Висота, м | Розташування                                                  |
| ----------- | ----------------- | --------- | ------------------------------------------------------------- |
| Фрейкс      | Mount Frakes      | 3675      | 76°48′ пд. ш. 117°42′ зх. д. / 76.800° пд. ш. 117.700° зх. д. |
| Стир        | Mount Steere      | 3558      | 76°43′ пд. ш. 117°47′ зх. д. / 76.717° пд. ш. 117.783° зх. д. |
| Рис         | Mount Rees        | 2709      | 76°39′ пд. ш. 118°6′ зх. д. / 76.650° пд. ш. 118.100° зх. д.  |
| Хребет Бойд | Boyd Ridge        | 2375      | 76°57′ пд. ш. 116°57′ зх. д. / 76.950° пд. ш. 116.950° зх. д. |